# Jan Narożniak
Jan Wojciech Narożniak (ur. 27 grudnia 1950) – polski działacz opozycyjny, członek „Solidarności”, z wykształcenia matematyk.

## Życiorys
W 1973 ukończył studia na Wydziale Matematyki i Mechaniki Uniwersytetu Warszawskiego, następnie przez 4 lata był asystentem na tym wydziale, a przez kolejne 4 lata doktorantem w Instytucie Matematycznym Polskiej Akademii Nauk.
Był współzałożycielem podziemnego wydawnictwa NOWA (1977), po sierpniu 1980 organizował poligrafię Regionu Mazowsze Solidarności. Jesienią tego roku został aresztowany pod zarzutem ujawnienia tajemnicy państwowej – brał udział w rozpowszechnianiu tajnej instrukcji Prokuratora Generalnego PRL gen. bryg. Lucjana Czubińskiego zatytułowanej Uwagi o dotychczasowych zasadach ścigania uczestników nielegalnej działalności antysocjalistycznej i zalecającej nowe metody walki z opozycją. Egzemplarz instrukcji otrzymał od Krzysztofa Łozińskiego, który wyniósł go 20 listopada 1980 r. z powielarni Prokuratury Generalnej.
21 listopada 1980 prezydium Zarządu Regionu Mazowsze wydało oświadczenie, w którym potępiło łamanie prawa przez reżim, zażądało uwolnienia Narożniaka i ogłosiło gotowość do podjęcia akcji strajkowej. Władze nie zareagowały. Solidarność zaczęła się domagać uwolnienia także Piotra Sapeły (aresztowanego wspólnie z Narożniakiem) i Leszka Moczulskiego. Strajk obejmował coraz więcej zakładów na Mazowszu, istniała groźba strajku powszechnego w całej Polsce. Trwały negocjacje władz z Solidarnością, prowadził je ówczesny prezes Stowarzyszenia Dziennikarzy Polskich, Stefan Bratkowski. 26 listopada władze się ugięły i wypuściły Narożniaka oraz Sapełę na wolność, a „Solidarność” odwołała strajki.
Po wprowadzeniu stanu wojennego Jan Narożniak ukrywał się. 26 maja 1982 został zatrzymany na Żoliborzu przez patrol ZOMO i postrzelony przy próbie ucieczki. Trafił do szpitala przy ulicy Banacha. 7 czerwca został uwolniony, mimo wzmocnionej ochrony MO, ze szpitala przez działaczy Solidarności, m.in. Adama Borowskiego, Jerzego Bogumiła, Kazimierza Hinza i Mirosława Radzikowskiego, we współpracy z lekarzem Jerzym Siwcem. Jego ucieczka była jedną z najbardziej spektakularnych akcji podziemnej Solidarności. Ponownie się ukrywał, tym razem skutecznie – ujawnił się dopiero po amnestii, jesienią 1983.
Epizod ten opisał Jan Krzysztof Kelus w piosence pt. Polski broadside:

...

Parę dni minęło

– wie już Polska cała –

że Jasio Narożniak

zrobił glinę w wała

Mieli ze szpitala

wziąć go do więzienia

ale mu pomogli

chłopaki z podziemia

Pewnie ze szpitala

uciekł w jednym bucie

i mu jacyś ludzie

pomagali uciec

...

Od 1990 członek kolejno ROAD, Unii Demokratycznej, Unii Wolności i Partii Demokratycznej. Jako przedstawiciel PD bez powodzenia kandydował do rady Warszawy w wyborach samorządowych w 2006 z listy LiD.
Jan Narożniak jest także znanym alpinistą, członkiem Uniwersyteckiego Klubu Alpinistycznego w Warszawie.
W 2000 otrzymał odznakę „Zasłużony Działacz Kultury”. 18 lutego 2009 został przez prezydenta Lecha Kaczyńskiego za wybitne zasługi dla niepodległości Rzeczypospolitej Polskiej, za działalność na rzecz przemian demokratycznych, za osiągnięcia w podejmowanej z pożytkiem dla kraju pracy zawodowej i społecznej odznaczony Krzyżem Oficerskim Orderu Odrodzenia Polski.
W 2016 wydana została książka Martyny Ochnik pod tytułem Zabrali Janka, opisująca historię związaną z uwolnieniem Jana Narożniaka.